# Герхард VII фон Бланкенхайм
Герхард VII фон Бланкенхайм (на немски: Gerhard VII von Blankenheim; * пр. 1341; † 1375 или 4 февруари/14 февруари 1377) е господар на Бланкенхайм, замък Каселбург в Пелм и замък Геролщайн в Айфел.

## Произход
Той е най-възрастният син на Герхард VI фон Бланкенхайм (1348/1350) и съпругата му Анна фон Кирбург († сл. 1353), вдовица на Йохан фон Хунолщайн, фогт на Хунолщайн, господар на Ноймаген-Шпиз († 1321), дъщеря на вилдграф Готфрид II фон Кирбург († 1298) и Уда или Ормунда фон Финстинген († сл. 1317). Брат е на Йохан († 1370), Арнолд V († 1360, убит в битката при Шлайден), господар на Геролщайн, и на Ермезинда фон Бланкенхайм († 1396), омъжена 1346 г. за Йохан фон Фалкенщайн, губернатор на Люксембург († 1351), и 1355 г. за Йохан фон Болхен, Волмеринген-Узелдинген († сл. 1377).
Той е роднина с графовете на Люксембург и така с императорската фамилия Люксембург. През 1336 г. Геролщайн получава права на град.
Синът му Герхард VIII († 1406) e издигнат 1380 г. на граф и след смъртта му през 1406 г. умира старата графска линия фон Бланкенхайм по мъжка линия.

## Фамилия
Герхард VII фон Бланкенхайм се жени пр. 1344 г. за Йохана дьо Комерци фон Саарбрюкен († 1375/1376), дъщеря на граф Симон фон Саарбрюкен († 1325) и баронеса Маргарета Савойска († 1313), дъщеря на барон Луи I от Ваат († 1302) и втората му съпруга Жана дьо Монфор († 1300). Те имат децата:
- Герхард VIII (* 1342/1343; † 28 януари/14 юли 1406), господар на Бланкенхайм, издигнат на граф 1380 г., женен на 30 ноември 1379 г. за Елизабет фон Изенбург-Браунсберг-Вид († 1426), дъщеря на Вилхелм I фон Изенбург-Браунсберг-Вид († 1382/1383) и принцеса Йохана фон Юлих († 1362), има три дъщери
- Арнолд (VI) фон Бланкенхайм (* 1345; † 1374)
- Симон (* 1349/1350; † сл. 1374)
- Фридрих фон Бланкенхайм (* 1350/1351; † 1423), епископ на Страсбург (1375 – 1393) и на Утрехт (1393 – 1423).
- Йохан (* пр. 1353; † сл. 1379)
- Елизабет, омъжена за фон Лутерод